# Kleine Weißnasenmeerkatze
Die Kleine Weißnasenmeerkatze (Cercopithecus petaurista) ist eine Primatenart aus der Gattung der Meerkatzen (Cercopithecus) innerhalb der Familie der Meerkatzenverwandten (Cercopithecidae).

## Merkmale
Kleine Weißnasenmeerkatzen haben ein rotbraunes Fell, die Gliedmaßen sind schwarz gefärbt. Namensgebendes Merkmal ist ein weißer, aus kurzen Haaren bestehender Nasenfleck, das Gesicht ist außerdem von einem weißen Backenbart umgeben. Die Tiere erreichen eine Kopfrumpflänge von 40 bis 60 Zentimetern, der Schwanz ist zusätzlich bis zu 80 Zentimeter lang. Das Gewicht variiert zwischen 4 und 8 Kilogramm, wobei Männchen größer und schwerer werden als Weibchen.

## Verbreitung und Lebensraum

Verbreitungsgebiet der Kleinen Weißnasenmeerkatze

Kleine Weißnasenmeerkatzen sind in Westafrika beheimatet, ihr Verbreitungsgebiet reicht von Gambia bis Ghana und Togo. Sie bewohnen eine Reihe von Habitaten, bevorzugen jedoch dicht mit Büschen bestandene Wälder, oft in der Nähe von Gewässern.

## Lebensweise
Diese Tiere sind tagaktive Baumbewohner, die sich in den unteren und mittleren Schichten der Bäume aufhalten. Sie leben in Gruppen von rund 15 bis 20 Tieren, die sich aus einem Männchen, mehreren Weibchen und deren Nachwuchs zusammensetzen. Innerhalb der Gruppe kommunizieren die Tiere mit einer Reihe von Lauten und Gesten.
Früchte machen den Hauptbestandteil ihrer Nahrung aus, außerdem verzehren sie Blätter, Insekten und junge Triebe.
Nach rund fünfmonatiger Tragzeit bringt das Weibchen meist ein einzelnes Jungtier zur Welt, das mit rund sechs Monaten entwöhnt wird und mit zwei bis drei Jahren die Geschlechtsreife erlangt.

## Bedrohung
Obwohl sie durch Bejagung und Zerstörung ihres Lebensraums in Mitleidenschaft gezogen werden, gehören sie laut IUCN noch nicht zu den bedrohten Arten.

## Systematik
Innerhalb der Gattung der Meerkatzen (Cercopithecus) zählt die Kleine Weißnasenmeerkatze zur cephus-Gruppe und ist somit nahe mit der Blaumaulmeerkatze und anderen verwandt. Mit der Großen Weißnasenmeerkatze besteht hingegen nur eine entfernte Verwandtschaft.